# Bulbophyllum batukauense
Bulbophyllum batukauense là một loài phong lan thuộc chi Bulbophyllum.